# Gustave Loiseau
Gustave Loiseau (geboren am 3. Oktober 1865 in Paris; gestorben am 10. Oktober 1935 ebenda) war ein französischer Landschafts- und Marinemaler des Post-Impressionismus.

## Leben
Loiseau war der Sohn eines Metzgers und wuchs in Paris auf. Er machte eine Ausbildung bei einem mit der Familie befreundeten Dekorateur. 1880 beschloss er, Künstler zu werden, nachdem er eine schwere Typhuserkrankung überstanden hatte. Seine Eltern gaben ihr Geschäft in Paris auf und zogen nach Pontoise. Durch eine Erbschaft konnte er 1887 endlich ein Kunststudium beginnen und schrieb sich an der École des arts décoratifs ein, um Zeichnung zu studieren. Er wohnte zeitweise im Maison du Trappeur in der Rue Ravignon in Montmartre.  Nach einem Streit mit seinem Lehrer verließ er die Schule und nahm stattdessen Unterricht bei dem Landschaftsmaler Fernand Quignon (1854–1941). Doch auch dessen Technik sagte ihm nicht zu, er wollte nicht nach Skizzen malen, sondern direkt draußen vor Ort unter freien Himmel. Daher riet ihm Quignon nach Pont-Aven zu reisen.
Loiseau kam im Mai 1890 dorthin und nahm sich ein Zimmer in der billigsten Herberge des Ortes.  Er traf dort auf Künstler wie Émile Bernard, Paul Gauguin, Maxime Maufra und Henry Moret. Sein künstlerischer Stil ähnelte dem von Maufra und Moret. Er fertigte zahlreiche Landschaften von der Seine und der Oise sowie Stadt- und Hafenansichten von Paris. Seine ersten Gemälde stellte er im Jahr 1891 in der Galerie „Le Barc de Boutteville“ in der Rue Le Pelletier in Paris aus. Zwei seiner Werke wurden von dem Kunstsammler François Depeaux aus Rouen erworben, der ein Freund von Claude Monet war. 1891 und 1892 stellte er Gemälde im Salon des Indépendants aus und nahm anschließend Kontakt zu dem Kunsthändler Paul Durand-Ruel auf. Anfang des Jahres 1895 zog Loiseau nach Moret-sur-Loing. Hier begann er die Hügel und Flüsse der Region zu malen, reiste im Sommer durch die Normandie, die Bretagne und die Dordogne. Die Winter verbrachte er im Bereich der Île-de-France. Es entstanden Ansichten aus Pontoise, Paris und eine ganze Serie von Bildern mit Pappeln in Saint-Cyr-du-Vaudreuil an den Ufern der Eure, die an Werke Monets erinnern. Er malte auch an der Seine und der Yonne. In der Normandie entstanden Werke in Dieppe, Fécamp und Étretat, in der Bretagne in Saint-Herbot, Le Huelgoat, am Cap Fréhel und bei Douarnenez.

## Werke (Auswahl)
- Raureif in Pontoise 1906
- Der Strand von Fecamp um 1910
- Le pont suspendu de Triel-sur-Seine 1917

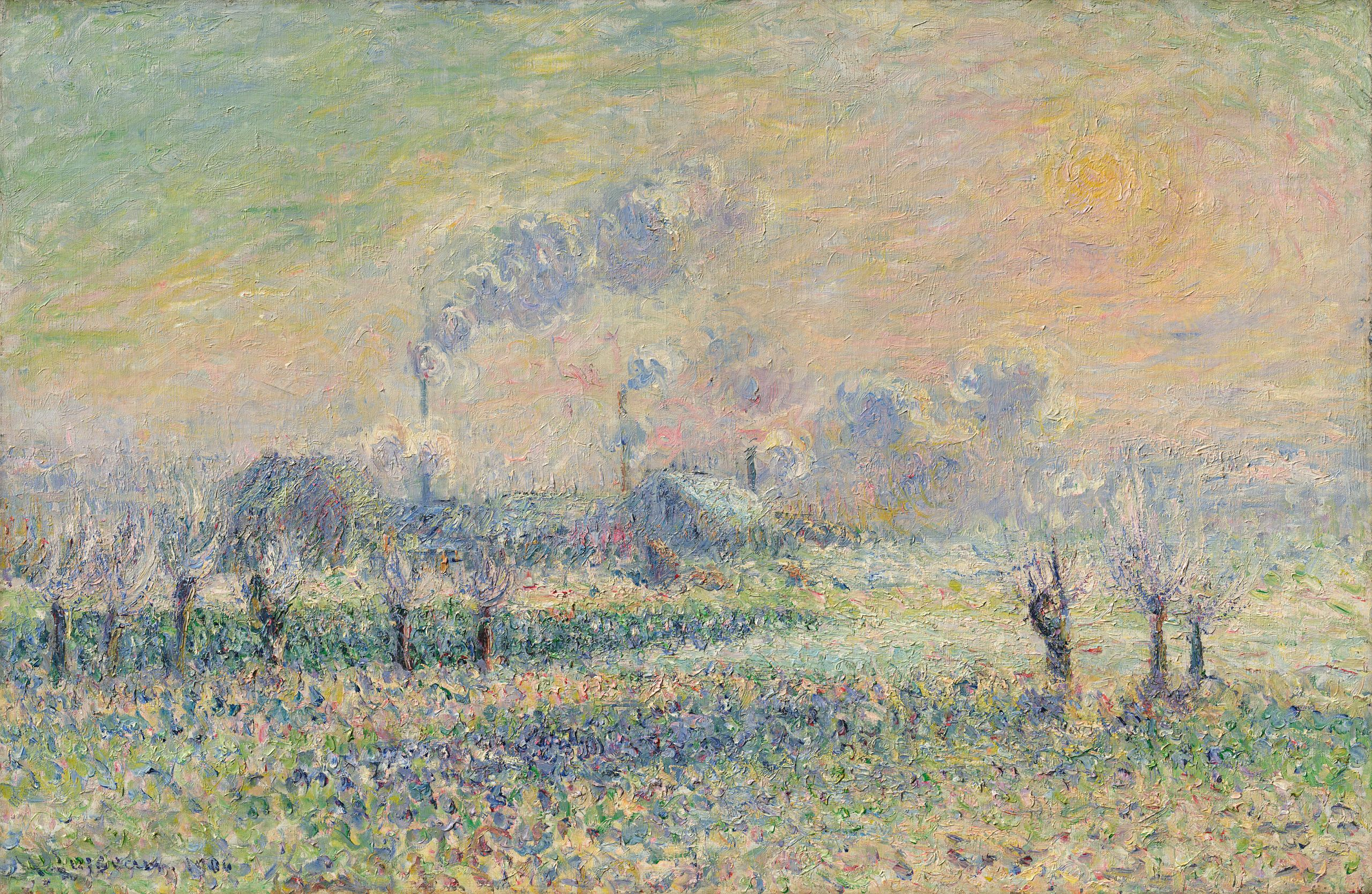
Raureif in Pontoise
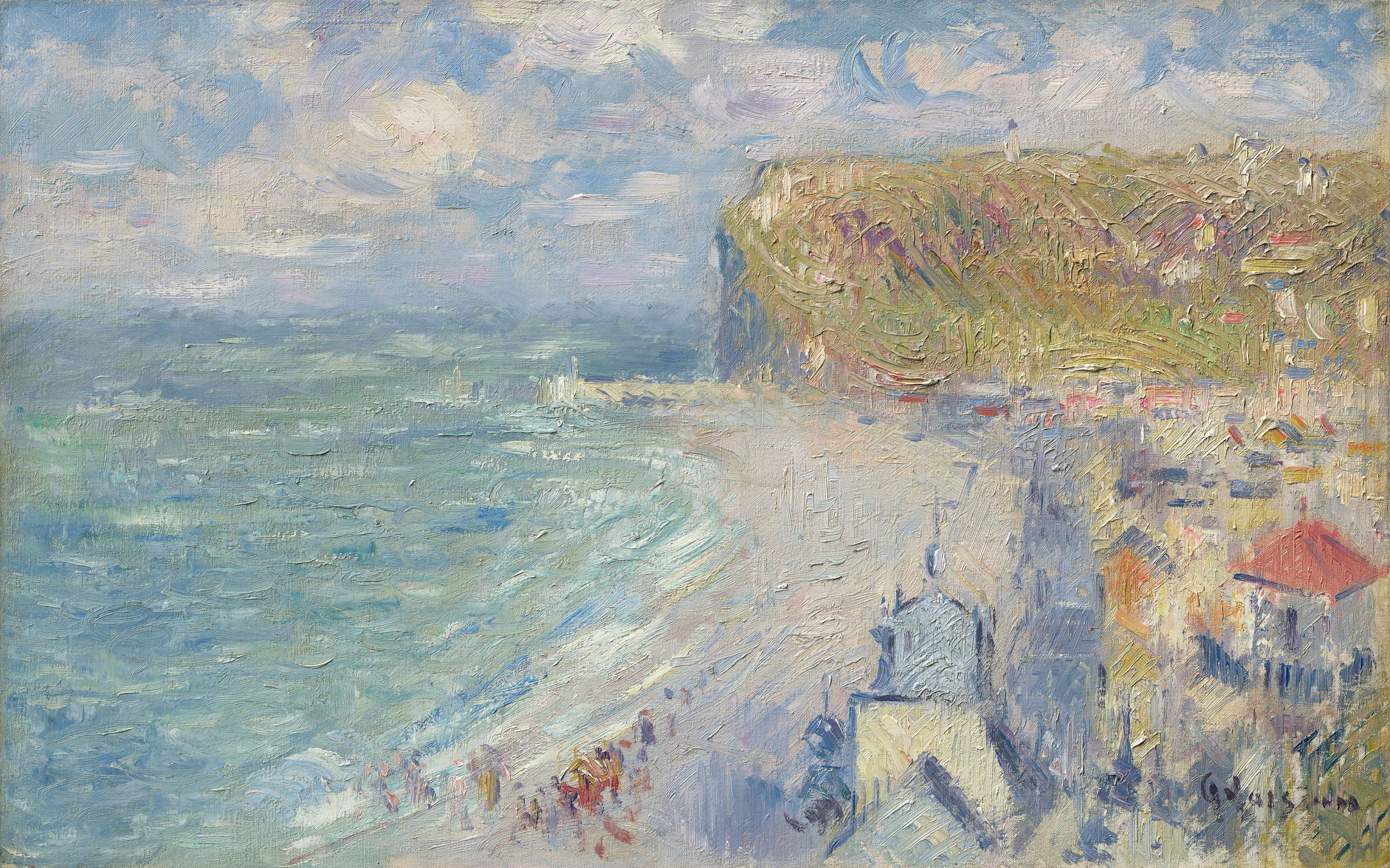
Der Strand von Fecamp
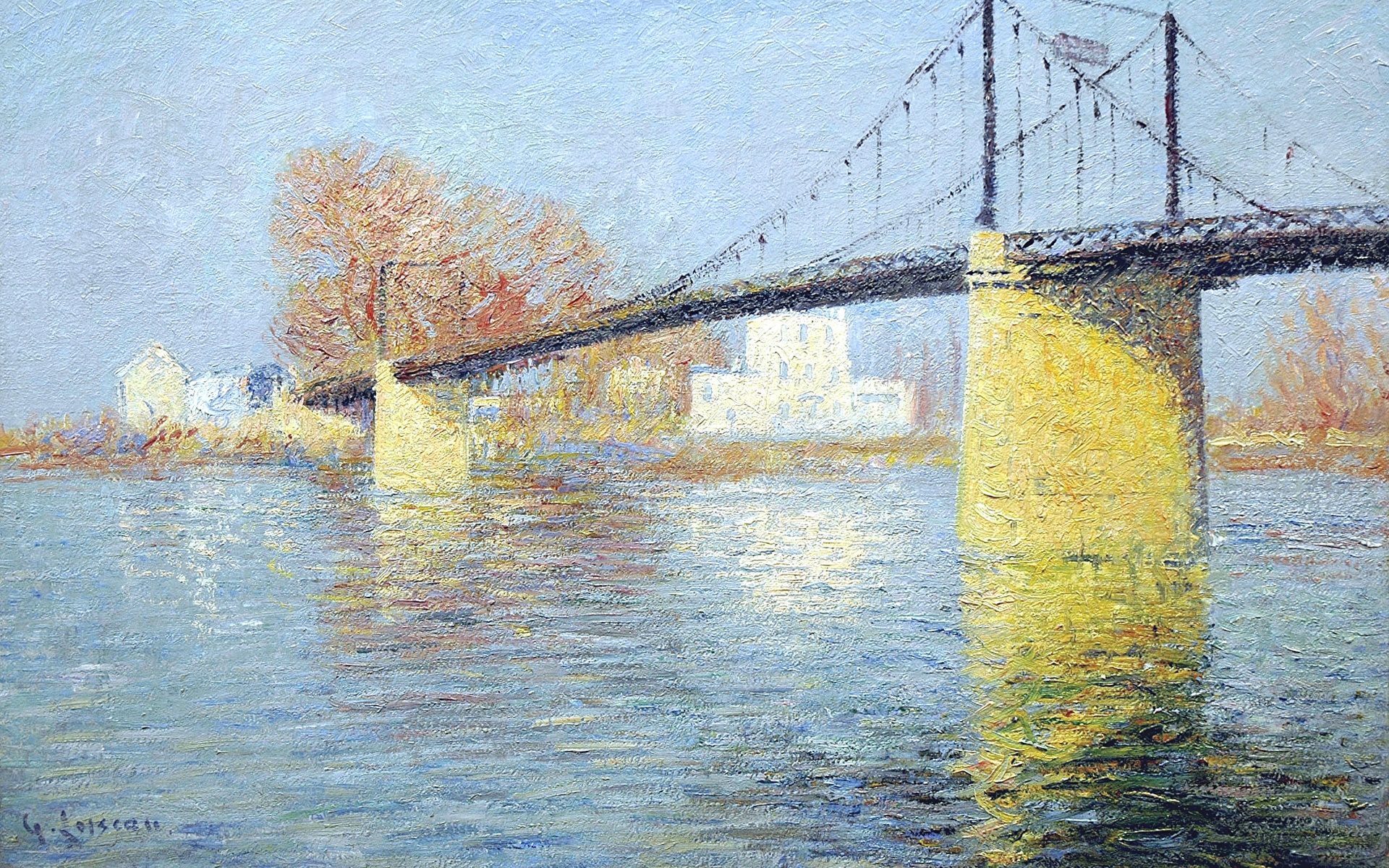
Le pont suspendu de Triel-sur-Seine

## Ausstellungen (Auswahl)
- Gustave Loiseau (1865–1935). 21. November bis 20. Dezember 1963 in der Galerie Durand-Ruel in Paris
- Gustave Loiseau – Gemälde, 1865 – Paris – 1935. 15. Juni bis 15. August 1992, Kunsthaus Bühler in Stuttgart
- Gustave Loiseau et la Bretagne. 30. Juni bis 1. Oktober 2001 im Musée de Pont-Aven
- Trois amis à Pont Aven: Gustave Loiseau, Henry Moret, Maxime Maufra. 25. April bis 4. Juni 2005, Anderson Galleries, Beverly Hills
- Impressionismus. Die Kunst der Landschaft. 21. Januar bis 28. Mai 2017 im Museum Barberini in Potsdam